# 雷纳托·库尔乔
雷纳托·库尔乔（義大利語：Renato Curcio，義大利語發音：[reˈnaːto ˈkurtʃo]；1941年9月23日—）是意大利极左翼组织红色旅的前领导人之一 。

## 早年生活
由于雷纳托·赞帕（Renato Zampa，电影导演路易吉·赞帕的兄弟）和约兰达·库尔乔（Jolanda Curcio）之间的婚外情，库尔乔出生在了罗马省的蒙特罗通多。他的早年对他和他母亲来说是一段艰难的时期，他的母亲是一名女佣，在不同家庭之间往来工作需要她长期离开库尔乔。1945年4月，库尔乔深爱的叔叔阿尔曼多（Armando）是一名菲亚特汽车工人，在法西斯分子的伏击中被杀害。叔叔阿曼多的死使库尔乔对纳粹-法西斯分子产生了仇恨。
作为一个穷学生，库尔乔在高中一年级时有几门功课不及格，不得不留级。其父亲给他介绍了一份在米兰一家酒店当电梯操作员的工作。这份工作做了一年以后，他与母亲团聚，一起在米兰生活，同时恢复了职业培训课程。他进入阿尔本加的费里尼学院学习，在那里他成为了一名模范生。在此期间，他积极参加过青年组织“青年民族”（Giovane nazione），这个组织秉持让·弗朗索瓦·蒂里亚尔的民族社会主义观点。
1962年完成学业后，他获得了奖学金，在特伦托大学新颖的社会学研究所学习，在那里他开始沉迷存在主义哲学。在1960年代中期，他倾向于激进政治和马克思主义，这是他对存在主义与自我（the self）的兴趣的副产品。到60年代末，他已经成为了一名坚定的革命者和马克思主义理论家。除了马克思主义，库尔乔还研究了列宁和毛泽东的哲学，这进一步影响了他的左派思想 。1967年，库尔乔在特伦托大学创建了一所“反大学”（counter-university），重点教授与大学实际教学内容截然相反的课程，包括反资本主义、革命和毛主义思想。
根据Alessandro Silj的说法，有三个政治事件使库尔乔从一个激进分子转变为一个活动分子：特伦托的两次血腥示威和1968年警察对农场工人的屠杀。在1967-1969年期间，库尔乔还参与了两个马克思主义的大学团体：反大学运动（the Movement for a Negative University）和出版物 《政治工作》（Lavoro Politico ）。

## 红色旅及其后续
1969年8月，库尔乔被开除出《政治工作》中激进的红线（Red Line）派别，这让他很痛苦，决定从特伦托退学，忘记自己的学位，尽管他已经通过了学校的最终考核。在将他的活动基地转移到米兰之前，库尔乔以混合（天主教-瓦勒度派）仪式与玛格丽塔（玛拉）·卡戈尔（Margherita (Mara) Cagol）结婚，她是特伦托大学社会学专业的学生，虽然出身于中产家庭，但同为激进分子，也属于一个工人小组。库尔乔和卡戈尔于1967年开始出版一本名为《政治工作》的革命杂志，为包括城市政治集团（CPM）在内的一些团体奠定了思想基础 。随着国家对学生、工人运动严酷镇压的加剧，CPM中一个更加激进的派别——无产阶级左派，在库尔乔和卡戈尔的领导下，于1970年成立了红色旅，打算在参与政治的同时，也进行秘密的军事行动。
然而，在1971年2月因占用空置房屋而被捕后，库尔乔夫妇和无产阶级左派最激进的成员完全转入地下，组织了红色旅，并在接下来的三年里，即1972年至1975年，参与了一系列爆炸和绑架知名人士的活动。其中一名谋杀受害者是都灵反恐特别工作组的总督察 。1975年2月，卡戈尔和红色旅的一个小型突击队在没有使用任何暴力的情况下将库尔乔从一个安保不力的监狱中救出。 四个月后，红色旅和宪兵部队在一个乡下的安全屋附近发生枪战，卡戈尔身中两枪，最终死亡。妻子的死迫使库尔乔陷入深深的忧郁，这种忧郁造成了他工作上的马虎 。1976年1月，库尔乔于米兰再次被当局抓获，被审判、定罪并被监禁。然而，在他被监禁期间，谋杀和绑架事件仍在继续，这让人们怀疑库尔乔是否是该组织的实际领导人。
在库尔乔被监禁后，红色旅开始改变其身份，成员变得越来越年轻，越来越好战 。组织的军事化程度提高，这导致1976年至1978年间袭击和谋杀的数量急剧上升  ，最终在1978年谋杀了意大利前总理阿尔多·莫罗。
1990年，在被监禁期间，库尔乔与斯特凡诺·佩特拉（Steffano Petrella）和尼古拉·瓦伦蒂诺（Nicola Valentino）一起创办了一家出版公司，名为Sensibili alle Foglie，即“对树叶敏感”（Sensitive to the Leaves）。
1993年4月，他被允许在监狱外度过一天，以便作为作家工作，然后在1998年他被释放。
迄今为止，库尔乔没有对红色旅的活动表示过悔意。
2007年8月，法国女演员芬妮·亚当表示了对这位红色旅领导人的“钦佩”，认为他是一位“英雄”，并补充说她“认为红色旅现象非常令人感动且充满激情”。由于她的言论，这位女演员在意大利法院被一名被红色旅杀害的意大利警察的儿子皮耶罗·马佐拉（Piero Mazzola）起诉。

## 更多阅读
- Meade, Robert C., Jr. Red Brigades: The Story of Italian Terrorism (New York: St. Martin’s, 1990).
- Moss, David. The Politics of Left-Wing Violence in Italy, 1969–1985 (New York: St. Martin’s, 1989).